# Otto Wolff (Mediziner, 1921)
Otto Wolff (* 3. April 1921 in Glatz, Schlesien; † 4. September 2003 in Arlesheim, Schweiz) war anthroposophischer Arzt und Autor. Er war nach Friedrich Husemann Herausgeber und Hauptautor des dreibändigen Standardwerks der anthroposophischen Medizin Das Bild des Menschen als Grundlage der Heilkunst. Entwurf einer geisteswissenschaftlich orientierten Medizin.

## Biographie
Otto Wolff wurde als fünftes und jüngstes Kind in eine Kaufmannsfamilie geboren. Während der Schulzeit entwickelte er ein Interesse für Chemie Nach dem Abitur im März 1939 und einem 1/2-jährigen Einsatz im Arbeitsdienst begann er mit dem Medizinstudium in Berlin und Königsberg und machte im Dezember 1940 das Physikum nach 3½ Trimestern.
Im April 1941 wurde er zum Kriegsdienst bei der Sanität eingezogen und kam nach Russland, indem er erkrankte und daraufhin aus dem Kriegsdienst entlassen wurde. Während des Krieges studierte er in Breslau, Wien, Innsbruck, wo er auch das Studium abschloss.
Nach dem Krieg arbeitete er als praktischer Arzt und Schularzt. Durch die Vermittlung von Wilhelm Pelikan kam er 1963 für ca. 10 Jahre an die Weleda in Schwäbisch Gmünd und war viele Jahre in der Arzneimittelforschung und -entwicklung tätig sowie zunehmend auch als Vortragsredner. 1981 war er der erste Redakteur des Journal of Anthroposophic medicine, der Publikation der US-amerikanischen Gesellschaft Anthroposophischer Ärzte (Physicians’ Association for Anthroposophic Medicine), an deren Gründung er maßgeblich beteiligt war. Seine letzten Lebensjahre waren von einer umfangreichen Lehrtätigkeit in den meisten Ländern Europas, Nord-, Zentral- und Südamerikas und Afrikas geprägt. Er war lange ärztlicher Mentor in der Arbeitsgemeinschaft Anthroposophischer Zahnärzte.
1998 erschien sein Lebenswerk: Grundlagen einer geisteswissenschaftlich erweiterten Biochemie Otto Wolff starb 2003.

## Werkauswahl
- Anthroposophisch orientierte Medizin und ihre Heilmittel. 6. Auflage. Verlag Freies Geistesleben, Stuttgart 1996, ISBN 978-3-7725-0682-6.
- Die naturgemässe Hausapotheke: Ein praktischer Ratgeber für Gesundheit und Krankheit (Praxis Anthroposophie). Verlag Freies Geistesleben, Stuttgart 2007, ISBN 978-3-7725-1279-7.
- Was essen wir eigentlich? Praktische Gesichtspunkte zur Ernährung. Verlag Freies Geistesleben, Stuttgart 2012, ISBN 978-3-7725-2612-1.
- Grundlagen einer geisteswissenschaftlich erweiterten Biochemie. 2. Auflage. Verlag Freies Geistesleben, Stuttgart 2013, ISBN 978-3-7725-1091-5.
- Heilmittel für typische Krankheiten: Rudolf Steiners methodisch neu konzipierte Heilmittel. Verlag Freies Geistesleben, Stuttgart 2013, ISBN 978-3-7725-1280-3.
- nach Friedrich Husemann als Herausgeber: Das Bild des Menschen als Grundlage der Heilkunst. Entwurf einer geisteswissenschaftlich orientierten Medizin, 3 Bände:
  - Zur Anatomie und Physiologie. 11. Auflage. Band 1. Freies Geistesleben, Stuttgart, ISBN 3-7725-0529-5 (1. Auflage Weise, Dresden 1941).
  - Zur Pathologie und Therapie. 6. bearb. u. erw. Auflage. Band 2. Freies Geistesleben, Stuttgart 2000, ISBN 3-7725-0530-9 (1. Auflage Stuttgart 1956).
  - Zur speziellen Pathologie und Therapie. 4. Auflage. Band 3. Freies Geistesleben, Stuttgart 1993, ISBN 3-7725-0531-7 (Erstausgabe:  1978).